# Les Tombeaux sans noms
Pour plus de détails, voir Fiche technique et Distribution.
Les Tombeaux sans noms est un film franco-cambodgien réalisé par Rithy Panh et sorti en 2018. Sélectionné dans de nombreux festivals, il est récompensé à Namur et reçoit une majorité de critiques positives.

## Synopsis
Rithy Panh était âgé de onze ans lorsqu'il a été déporté par les Khmers rouges avec neuf des membres de sa famille. Il est le seul à avoir survécu sans qu'il sache précisément comment ses proches sont décédés et où leurs corps ont été enterrés. Quarante ans après les faits, il retourne au Cambodge afin de leur chercher des sépultures - physiques ou symboliques. Le réalisateur s'engage alors dans un parcours spirituel autour de cérémonies bouddhiques. Son histoire personnelle fait ainsi inlassablement écho à celle de tout le pays (notamment grâce à des témoignages de rescapés, la plupart simples agriculteurs) : deuil et réconciliation sont-ils possibles après le traumatisme associé à la dévastation passée ?

## Fiche technique
Informations issues d'Allociné, UniFrance et Film-documentaire.fr :
- Titre : Les Tombeaux sans noms
- Réalisation : Rithy Panh.
- Scénario : Rithy Panh et Agnès Sénémaud.
- Photographie : Prum Mésa et Rithy Panh.
- Son : Eric Tisserand, Vann Sereyrathanan et Julien Ngo-Trong.
- Montage : Rithy Panh.
- Musique : Marc Marder.
- Doublage - voix originale : Randal Douc.
- Production : Catherine Dussart Productions, Anupheap Production, Arte France.
- Pays d'origine :  France -  Cambodge.
- Genre : Documentaire.
- Durée : 115 minutes
- Année de production : 2017.
- Exploitation : Playtime - Les Acacias.
- Date de sortie : 
  - Italie (Mostra de Venise) : 29 août 2018 (première mondiale - ouverture)[5].
  - Cambodge - sortie nationale : 15 septembre 2018[6].
  - France - DVD : 7 mai 2019.

## Distinctions

### Récompenses
- Festival international du film francophone de Namur - 2018 (33e édition)[7],[8],[9] : 
  - Prix spécial du Jury.
  - Bayard de la meilleure photographie pour Rithy Panh et Prum Mésar.

### Nominations
- Festival international du film de Venise 2018 (75e édition) : sélection : catégorie meilleur film, section parallèle Venice Days[10],[11].
- Festival international du film de Singapour 2018 (29e édition) : sélection officielle[12].
- Festival international du film de Toronto 2018 (43e édition) : sélection - catégorie TIFF Docs[13],[14].
- Festival international du film de Rio de Janeiro 2018 (20e édition) : sélection[15],[16].
- Festival du film de Telluride 2018 (45e édition) : sélection[17].
- Festival du film d’El Gouna 2018 (2e édition) : sélection - catégorie film documentaire[18].
- Oscars 2019 (91e cérémonie) : présélection - catégorie Meilleur film en langue étrangère[19],[20],[21].
- Festival du film et forum international sur les droits humains 2019 (17e édition) : sélection - catégorie documentaire de création[22].
- Festival International de Programmes Audiovisuels Documentaires de Biarritz 2019 (31e édition) : sélection - catégorie Documentaire international[23].
- Festival international du film documentaire de Copenhague 2019 (16e édition) : sélection - catégorie Auteur[24].
- Festival du documentaire de Thessalonique 2019 (21e édition) : sélection - catégorie Mémoire et histoire[25],[26].
- Festival international du film de Jérusalem 2019 (35e édition) : sélection - catégories Prix Chantal Ackerman & In the Spirit of the Freedom[27].
- Festival international du film de Jeonju 2019 (20e édition) : sélection - catégorie Expanded Cinema[28].
- Festival international du film de Fajr 2019 (37e édition) : sélection - projections spéciales[29].
- Festival international du film de Hong Kong 2019 (43e édition) : sélection - catégorie Auteur[30].

### Prix attribués au réalisateur
A l'occasion de la sélection du film, Rithy Panh a été récompensé dans deux festivals pour l'ensemble de sa carrière : 
- Silver Medallion Awards du Festival du film de Telluride en 2018[31].
- Honorary Award du Festival international du film de Singapour en 2018[32],[33],[34].

## Accueil

### Médias français
Le Monde évoque une « quête intime [...] tant charnelle que spirituelle et incantatoire [...]. Avec son écriture poétique, les photos des proches disparus et ce paysage « linceul » où la nature a repris ses droits, le cinéaste filme sobrement l’hommage qu’il veut rendre aux siens ».
L'Obs parle de « méditation bouleversante » et écrit qu' « à travers les rites, la nature, la parole, ce film capte sa douleur mais aussi l’âme d’un pays meurtri ».
Pour Télérama, il s'agit de la continuité des autres réalisation de Rithy Panh : « travail magistral autour de l’utopie meurtrière qui ravagea le Cambodge dans la seconde moitié des années 1970. [...] Un chef-d’œuvre, dans lequel le cinéaste se renouvelle une fois de plus en tendant à l’universel ».
Enfin, La Croix relate une « création intime » filmée « avec pudeur » concluant par ces termes : « Des photographies en noir et blanc d’hommes, de femmes et d’enfants assassinés défilent au gré des images. Ce film leur offre une sorte de sépulture ».

### Médias étrangers
Variety remarque que le film n'est pas tourné, tant s'en faut, uniquement vers le passé. The Hollywood Reporter juge qu'il s'agit d'un documentaire « émotionnellement écrasant, visuellement ravissant et intellectuellement stimulant » et compare Rithy Panh à un Sisyphe « réel » qui n'aurait de cesse d'espérer localiser l'endroit où ses proches furent ensevelis, quête se révélant vaine.
Le Khmer Times le reconnait comme un chef-d'œuvre, The New York Times indique que l'absence assumée de documents d'archives dans le film évoque la démarche de Claude Lanzmann dans Shoah, et souligne la densité du film ainsi que son caractère profondément émouvant.

## Autour du film
Le journaliste Christophe Bataille fait office de voix off. Son commentaire mêle réflexions personnelles issues en particulier de L'Elimination (co-écrit avec Rithy Panh) et citations diverses à l'instar du roman de Pascal Quignard, Tous les matins du monde, adapté par Alain Corneau au cinéma ou de Nuit et brouillard d'Alain Resnais. Sur ce dernier, Rithy Panh a d'ailleurs expliqué par le passé qu'il avait vu le film à l'âge de dix-huit ans en se disant « Je suis stupéfait. C'est exactement ce qui s'est passé. Ailleurs. Avant. Mais c'est nous ».